# Tipula mediovittata
Tipula mediovittata är en tvåvingeart som beskrevs av Josef Mik 1889. Tipula mediovittata ingår i släktet Tipula och familjen storharkrankar. Inga underarter finns listade i Catalogue of Life.